# Glass Spider Live
Glass Spider Live — концертный альбом Дэвида Боуи, выпущен 23 октября 2008 года. Альбом был издан на двух компакт-дисках, на которые попал материал записанный 7 и 9 ноября 1987 года, во время выступления Боуи в Сиднее, в ходе турне Glass Spider Tour. Эти выступления были выпущены ранее на VHS и DVD, под названием «Glass Spider». Специальное издание этого концерта включает двойной компакт-диск с материалами из различных шоу, которые Боуи отыграл на монреальском Олимпийском стадионе 30 августа 1987 года.

## Список композиций
Все песни написаны Дэвидом Боуи, за исключением отмеченных.
1. «Intro»/«Up the Hill Backwards»/«Glass Spider»
2. «Day-In Day-Out»
3. «Bang Bang» (Игги Поп, Иван Крал)
4. «Absolute Beginners»
5. «Loving the Alien»
6. «China Girl» (Дэвид Боуи, Игги Поп)
7. «Rebel Rebel»
8. «Fashion»
9. «Never Let Me Down» (Дэвид Боуи, Карлос Аломар)
10. «Heroes» (Дэвид Боуи, Брайан Ино)
11. «Sons of the Silent Age»
12. «Young Americans»/«Band Introduction»
13. «The Jean Genie»
14. «Let’s Dance»
15. «Time»
16. «Fame» (Дэвид Боуи, Карлос Аломар, Джон Леннон)
17. «Blue Jean»
18. «I Wanna Be Your Dog» (Игги Поп, Рон Эштон, Скотт Эштон, Дэйв Александер)
19. «White Light, White Heat» (Лу Рид)
20. «Modern Love»

## Участники записи
- Дэвид Боуи — вокал
- Карлос Аломар — гитара
- Питер Фрэмптон — гитара
- Кармин Рохас — бас
- Алан Чайлдз — ударные
- Ричард Коттл — синтезаторы, саксофон
- Эрдал Кизилкей — клавишные, конга, скрипка, труба